# Mormonizm w Polinezji Francuskiej
Mormonizm w Polinezji Francuskiej – obecność i struktury wyznań należących do ruchu świętych w dniach ostatnich w Polinezji Francuskiej, wspólnocie zamorskiej Francji na Oceanie Spokojnym.
Obecność tej tradycji religijnej na terytorium współcześnie znanym jako Polinezja Francuska sięga samych początków mormonizmu. Znalazła zresztą odzwierciedlenie w pismach świętych uznawanych przez świętych w dniach ostatnich. Można tu wskazać tak obecność niejako pośrednią, bo wynikającą z historii o nefickim budowniczym okrętów Hagocie z Księgi Mormona, jak i obecność bezpośrednią. W sto trzydziestym trzecim rozdziale Nauk i Przymierzy znajduje się wiązany choćby z tym właśnie regionem nakaz, by wysłać misjonarzy na wyspy morza.
Pierwszych misjonarzy mormońskich posługujących na terytorium współczesnej Polinezji Francuskiej powołał i wyświęcił jeszcze Joseph Smith, twórca oraz pierwszy prezydent Kościoła Jezusa Chrystusa Świętych w Dniach Ostatnich. Miało to miejsce wiosną 1843, wciąż jeszcze w Nauvoo, jednej z najwcześniejszych siedzib też wspólnoty religijnej. Przybyli oni na wyspę Tubuai, położoną kilkaset kilometrów na południe od Tahiti w kwietniu 1844. Krótko później utworzyli na wyspach misję, w niektórych źródłach uznawaną za pierwszą mormońską misję nieużywającą w swej codziennej aktywności języka angielskiego. Wczesny Kościół, wówczas wciąż jeszcze w okresie poprzedzającym podziały na rozmaite denominacje, odniósł na polinezyjskich wyspach znaczny sukces. Dwóch z owych wspomnianych misjonarzy ochrzciło przynajmniej 2000 wiernych. Działalność misji polinezyjskiej dobiegła końca z uwagi na naciski zdobywających coraz większe wpływy w Polinezji Francuzów w 1852. Kościół Jezusa Chrystusa Świętych w Dniach Ostatnich, największa denominacja mormońska z siedzibą w Salt Lake City, obecna jest w zasadzie stale w Polinezji Francuskiej od 1892. Jej sytuacja w tym terytorium ustabilizowała się wszakże dopiero w latach 50. XX wieku. Liczyła blisko 30 tysięcy zamieszkujących Polinezję Francuską wiernych, skupionych w jedenastu palikach (2022). Od 1983 w stołecznym Papeete funkcjonuje mormońska świątynia.
Wierni zrzeszeni w Kościele Jezusa Chrystusa Świętych w Dniach Ostatnich nie stanowią jednak jedynych wyznawców mormonizmu zamieszkujących dzisiejszą Polinezję Francuską. Zreorganizowany Kościół Jezusa Chrystusa Świętych w Dniach Ostatnich, mniejsza denominacja mormońska, obecna jest na wyspach przynależnych do tego terytorium od lat 70. XIX stulecia. Kościół ten w 2001 zmienił swą nazwę na Społeczność Chrystusa. Stanowi integralną część życia społecznego Polinezji Francuskiej. Liczy tam przeszło 8 tysięcy wiernych, którzy znani są w lokalnym slangu jako sanitos. 3 stycznia 2013 w skład Kworum Dwunastu Apostołów Społeczności Chrystusa została powołana Maureva M. Arnaud Tchong, potomkini Tehinaarrii, jednej z najwcześniejszych nawróconych na mormonizm na Tubuai. Tchong stała się tym samym pierwszą osobą polinezyjskiego pochodzenia w jednym z najwyższych kworów kapłańskich Społeczności Chrystusa. Jej powołanie ma jednak znaczenie szersze. Jest bowiem pierwszym w historii przypadkiem, kiedy to Polinezyjczyk został wyświęcony na apostoła w którymkolwiek z Kościołów odwołujących się w swej doktrynie do nauk Josepha Smitha.
Dodatkowo, w 1905 szereg członków Zreorganizowanego Kościoła Jezusa Chrystusa Świętych w Dniach Ostatnich zamieszkujących Tahiti zainteresowało się spiritualizmem. Z czasem grupa ta wzniosła osobny kościół w miejscowości Heberona, w którym to gromadziła się na spotkaniach religijnych oraz seansach spirytystycznych. W 1907 sąd kościelny Zreorganizowanego Kościoła Jezusa Chrystusa Świętych w Dniach Ostatnich pod przewodnictwem Josepha Burtona ekskomunikował pięćdziesięciu dwóch członków tejże wspólnoty. Wielu z nich nie uznało tej decyzji, dalej uważając się za członków Zreorganizowanego Kościoła. Próby ich konwersji przez misjonarzy Kościoła Jezusa Chrystusa Świętych w Dniach Ostatnich, wreszcie przez misjonarzy adwentystycznych czy katolickich nie przyniosły żadnego rezultatu. Grupa odwoływała się do licznych otrzymanych przez swych starszych objawień, przywiązywała ogromną wagę do modlitwy oraz do studiowania pism świętych. Jej nastawienie do relacji seksualnych zdradzało jednocześnie silne wpływy tradycyjnej kultury polinezyjskiej. Ostatecznie powróciła ona do macierzystego Kościoła na skutek wysiłków miejscowych przywódców, wspartych wizytą członka Kworum Dwunastu Apostołów Zreorganizowanego Kościoła Jezusa Chrystusa Świętych w Dniach Ostatnich Gomera T. Griffithsa na wyspach w 1912.
Księga Mormona została przetłumaczona na rodzimy dla Polinezji Francuskiej język tahitański. Kościół Jezusa Chrystusa Świętych w Dniach Ostatnich opublikował ją po raz pierwszy w 1904.